# ARIA Charts
«ARIA Charts» — головний австралійський чарт продажів альбомів та пісень. Випускається щотижня асоціацією «ARIA». Перший чарт вийшов в тижні від 26 червня 1988. 5 найкращих синглів і альбомів публікуються щонеділі в «News Limited». Повний чарт можна побачити на сайті ariacharts.com.au, який виходить щонеділі в 18:30. Охочі можуть підписатись на нові зміни в чарті, тобто, щотижня на електронну пошту підписника буде приходити чарт.

## Чарти
- Weekly Top 100 highest selling music
- Weekly Top 100 highest selling music albums
- Weekly Top 40 highest selling music DVDs
- Weekly Top 50 highest selling physical singles
- Weekly Top 50 highest selling physical albums
- Weekly Top 40 highest selling digital tracks
- Weekly Top 40 highest selling «urban» releases
- Weekly Top 20 highest selling dance releases
- Weekly Top 20 highest selling country releases
- Weekly Top 50 highest DJ spins by registered DJs
- Yearly Top 100 End of Year charts profiling the year in music